# Équipe du Danemark de football à la Coupe du monde 2002
L'équipe du Danemark de football est huitième de finaliste de la Coupe du monde 2002. Son parcours s'arrête le 15 juin contre l'Angleterre.

## Qualifications

### Groupe 3
| Rang | Équipe          | Pts | J  | G | N | P | Bp | Bc | Diff |  | Résultats (▼ dom., ► ext.) |     |     |     |     |     |     |
| ---- | --------------- | --- | -- | - | - | - | -- | -- | ---- |  | -------------------------- | --- | --- | --- | --- | --- | --- |
| 1    | Danemark        | 22  | 10 | 6 | 4 | 0 | 22 | 6  | +16  |  | Danemark                   |     | 2-1 | 1-1 | 6-0 | 1-1 | 2-1 |
| 2    | Tchéquie        | 20  | 10 | 6 | 2 | 2 | 20 | 8  | +12  |  | Tchéquie                   | 0-0 |     | 6-0 | 4-0 | 3-1 | 3-2 |
| 3    | Bulgarie        | 17  | 10 | 5 | 2 | 3 | 14 | 15 | -1   |  | Bulgarie                   | 0-2 | 0-1 |     | 2-1 | 4-3 | 3-0 |
| 4    | Islande         | 13  | 10 | 4 | 1 | 5 | 14 | 20 | -6   |  | Islande                    | 1-2 | 3-1 | 1-1 |     | 1-0 | 3-0 |
| 5    | Irlande du Nord | 11  | 10 | 3 | 2 | 5 | 11 | 12 | -1   |  | Irlande du Nord            | 1-1 | 0-1 | 0-1 | 3-0 |     | 1-0 |
| 6    | Malte           | 1   | 10 | 0 | 1 | 9 | 4  | 24 | -20  |  | Malte                      | 0-5 | 0-0 | 0-2 | 1-4 | 0-1 |     |

## Phase finale

### Premier tour
| 1er juin 2002                     | Uruguay       | 1 - 2 | Danemark          | Munsu Cup Stadium, Ulsan                   |                                            |
| 18:00 · Historique des rencontres | Rodríguez 47e |       | Tomasson 45e, 83e | Spectateurs : 30 157 Arbitrage : Saad Mane | Spectateurs : 30 157 Arbitrage : Saad Mane |
| 18:00 · Historique des rencontres | (Rapport)     |       |                   | Spectateurs : 30 157 Arbitrage : Saad Mane | Spectateurs : 30 157 Arbitrage : Saad Mane |

| 6 juin 2002                       | Danemark            | 1 - 1 | Sénégal  | Daegu World Cup Stadium, Daegu                 |                                                |
| 15:30 · Historique des rencontres | Tomasson 16e (pen.) |       | Diao 52e | Spectateurs : 43 500 Arbitrage : Carlos Batres | Spectateurs : 43 500 Arbitrage : Carlos Batres |
| 15:30 · Historique des rencontres | (Rapport)           |       |          | Spectateurs : 43 500 Arbitrage : Carlos Batres | Spectateurs : 43 500 Arbitrage : Carlos Batres |

| 11 juin 2002                      | Danemark                     | 2 - 0 | France | Stade Munhak, Incheon                               |                                                     |
| 15:30 · Historique des rencontres | Rommedahl 22e · Tomasson 67e |       |        | Spectateurs : 48 100 Arbitrage : Vítor Melo Pereira | Spectateurs : 48 100 Arbitrage : Vítor Melo Pereira |
| 15:30 · Historique des rencontres | (Rapport)                    |       |        | Spectateurs : 48 100 Arbitrage : Vítor Melo Pereira | Spectateurs : 48 100 Arbitrage : Vítor Melo Pereira |

### Huitième de finale
| 15 juin 2002                      | Angleterre                           | 3 - 0 | Danemark | Niigata Stadium, Niigata                     |                                              |
| 20:30 · Historique des rencontres | Ferdinand 5e · Owen 22e · Heskey 44e |       |          | Spectateurs : 40 582 Arbitrage : Markus Merk | Spectateurs : 40 582 Arbitrage : Markus Merk |
| 20:30 · Historique des rencontres | (Rapport)                            |       |          | Spectateurs : 40 582 Arbitrage : Markus Merk | Spectateurs : 40 582 Arbitrage : Markus Merk |

## Effectif
| n° | Position          | Joueur              | Âge | Sél. | Club                            |
| -- | ----------------- | ------------------- | --- | ---- | ------------------------------- |
| 1  | gardien           | Thomas Sørensen     | 25  | 14   | Sunderland AFC ( Angleterre)    |
| 2  | milieu de terrain | Stig Tøfting        | 32  | 36   | Bolton Wanderers ( Angleterre)  |
| 3  | défenseur         | René Henriksen      | 32  | 39   | Panathinaïkos ( Grèce)          |
| 4  | défenseur         | Martin Laursen      | 24  | 15   | AC Milan ( Italie)              |
| 5  | défenseur         | Jan Heintze         | 38  | 83   | PSV Eindhoven ( Pays-Bas)       |
| 6  | défenseur         | Thomas Helveg       | 30  | 67   | Inter Milan ( Italie)           |
| 7  | milieu de terrain | Thomas Gravesen     | 26  | 22   | Everton FC ( Angleterre)        |
| 8  | attaquant         | Jesper Grønkjær     | 24  | 25   | Chelsea FC ( Angleterre)        |
| 9  | attaquant         | Jon Dahl Tomasson   | 25  | 38   | Feyenoord Rotterdam ( Pays-Bas) |
| 10 | attaquant         | Martin Jørgensen    | 25  | 32   | Udinese ( Italie)               |
| 11 | attaquant         | Ebbe Sand           | 29  | 44   | Schalke 04 ( Allemagne)         |
| 12 | défenseur         | Niclas Jensen       | 27  | 8    | Manchester City ( Angleterre)   |
| 13 | défenseur         | Steven Lustü        | 31  | 4    | FK Lyn ( Norvège)               |
| 14 | milieu de terrain | Claus Jensen        | 25  | 13   | Charlton Athletic ( Angleterre) |
| 15 | attaquant         | Jan Michaelsen      | 31  | 11   | Panathinaïkos ( Grèce)          |
| 16 | gardien           | Peter Kjær          | 36  | 4    | Aberdeen FC ( Écosse)           |
| 17 | milieu de terrain | Christian Poulsen   | 22  | 3    | FC Copenhague ( Danemark)       |
| 18 | attaquant         | Peter Løvenkrands   | 22  | 4    | Rangers FC ( Écosse)            |
| 19 | attaquant         | Dennis Rommedahl    | 23  | 19   | PSV Eindhoven ( Pays-Bas)       |
| 20 | défenseur         | Kasper Bøgelund     | 21  | 2    | PSV Eindhoven ( Pays-Bas)       |
| 21 | attaquant         | Peter Madsen        | 24  | 4    | Brøndby IF ( Danemark)          |
| 22 | gardien           | Jesper Christiansen | 24  | 0    | Vejle BK ( Danemark)            |
| 23 | milieu de terrain | Brian Steen Nielsen | 33  | 65   | Malmö FF ( Suède)               |